# Coldstead
Coldstead var en civil parish från 1858 till 1936 då den blev en del av Newball, i grevskapet Lincolnshire, i England. Civil parish var belägen 12 km från Lincoln och hade 5 invånare år 1931.